# Misty Fjords National Monument
Het Misty Fjords National Monument, ook Misty Fiords National Monument is een federaal beschermd natuurgebied in Ketchikan Gateway Borough, in de Alaska Panhandle van de Amerikaanse staat Alaska. Het is een op 1 december 1978 door president Jimmy Carter erkend nationaal monument. Van de nationale monumenten is het 9.283,8 km² grote natuurgebied het monument met de grootste landoppervlakte.
Misty Fjords is gelegen in het Tongass National Forest, het grootste National Forest van de Verenigde Staten. Het werd en wordt, onder meer door John Muir, het Yosemite van het Noorden genoemd vanwege zijn vergelijkbare geologie, bevat het ook een molybdeenafzetting, mogelijk de grootste dergelijke mineraalafzetting ter wereld. In het gebied zijn sporen van zowel tektonische als vulkanische activiteit. Overal in het monument is licht gekleurd graniet, ongeveer 50 tot 70 miljoen jaar oud (tijdperk van het Eoceen tot het Krijt), dat is gebeeldhouwd door gletsjers die diepe U-vormige troggen hebben ingesneden, vele gevuld met zeewater. De bijna vertikale wanden rijzen tot 900 m boven het wateroppervlak uit, en gaan verder tot 300 m onder de zeespiegel.  Berggeiten leven in de hogere delen, terwijl herten,
grizzly- en andere bruine maar ook zwarte beren ook vaak voorkomen. In het water meerdere soorten zalmen en walvissen.
De fauna wordt gedomineerd door de westelijke hemlockspar, de sitkaspar en de reuzenlevensboom die samen een gematigde regenwoud vormen. 
Het gebied werd voor het eerst geëxploreerd door Europeanen toen George Vancouver in 1793 door Behm Canal voer, de zeeëngte die het monument scheidt van Revillagigedo Island. De afgelegen locatie maakt dat het monument beperkte toeristische aandacht krijgt, veelal via passerende cruiseschepen of vluchten over of naar het gebied, al dan niet met watervliegtuigen. De meest gekende, pittoreske fjorden zijn Walker Cove, Rudyerd Bay en Punchbowl Cove.